# گروه شمس
گروه شمس یک گروه موسیقی اصیل ایرانی با سرپرستی کیخسرو پورناظری می‌باشد و با توجه به این که ساز تنبور، ساز اصلی این گروه می‌باشد، این گروه با نام گروه تنبور شمس معروف است. 
گروه شمس در سال ۱۳۵۹ توسط کیخسرو پورناظری تأسیس شد. این گروه با خوانندگانی چون شهرام ناظری، همایون شجریان، بیژن کامکار، حمیدرضا نوربخش، علیرضا قربانی و نوازندگانی همچون سید خلیل عالی‌نژاد، گل نظر عزیزی، و علی اکبر مرادی کار کرده است.

تهمورس پورناظری و سهراب پورناظری (فرزندان کیخسرو پورناظری) نیز در این گروه فعالیت دارند.

## بنیانگذاران
این گروه بوسیله کیخسرو پورناظری بنیان‌گذاری شد و نجمه تجدد، سید خلیل عالی نژاد، علی اکبر مرادی و رامین کاکاوند نیز در آغاز او راه همراهی می‌کردند. 
پورناظری در مصاحبه با ظهوری در روزنامه حیات نو در پایخ به علت نام‌گذاری این گروه گفت: اگر هر اسمی را انتخاب می‌کردیم باز می‌گفتند چرا آن اسم. بالاخره هر اسمی وجه تسمیه‌ای دارد و گذاشتن اسم شمس به روی گروه ما با تفکر و هماهنگی و هم‌اندیشی اعضای گروه بوده و اتفاقی نبوده است. اسم‌های مختلفی مدنظر بود که از بین آنها این اسم انتخاب شدمنبع پایگاه تنبور ایران.

## آلبوم شناسی
| آلبوم‌ها            | آلبوم‌ها    | آلبوم‌ها                                            | آلبوم‌ها | آلبوم‌ها                                  | آلبوم‌ها                   | آلبوم‌ها   | آلبوم‌ها |
| ------------------ | ---------- | -------------------------------------------------- | --- | ---------------------------------------- | ------------------------- | --------- | --- |
| نام آلبوم          | سال انتشار | آهنگساز                                            | نوازنده/گروه | خواننده                                  | ناشر                      | تعداد ترک | توضیحات |
| ازدوار چرخ         | 1397       | کیخسرو پورناظری                                    | کیخسرو پورناظری | -                                        | ایران گام                 |           | دلنوازی های استاد کیخسرو پورناظری |
| بر سماع تنبور      | 1393       | کیخسرو پورناظری ، تهمورس پورناظری ، سهراب پورناظری | تنبور: کیخسرو پورناظری، تهمورس پورناظری، سهراب پورناظری، پوریا پورناظری، ندا خاکی، کاوه گرایلی، نیکناز میرقلمی، سحر افشار، علیرضا جوادی، خورشید دادبه سایر نواگران: امی ویل کینز، آروین، حسین رضایی نیا، روبین واسی، شهاب پارنج، همایون نصیری                        | علیرضا قربانی                            | ایران گام                 | 14        | بر سماع تنبور اثری است از گروه شمس و علیرضا قربانی. اشعار به غیر از یکی که از سلمان ساوجی انتخاب شده‌اند همگی از مولانا بوده‌اند. این اثر را می‌توان یکی از کارهای موفق قربانی و پورناظری‌ها دانست. |
| قطره های باران     | 1393       | کیخسرو پورناظری ، تهمورس پورناظری ، سهراب پورناظری | تهمورس پورناظری، سهراب پورناظری، مهیار طریحی، کاوه گرایلی، امی ویلکینز، استفنی بیبو، فیلیپ برزینا، پیام طونی، تینا جامه گرمی، امید اسدی، سورن ساتر، اسکات پادن، شهاب پارنج، همایون نصیری، آیین مشکاتیان، سایوری شفیعی، آرین کشیشی                                    | علیرضا قربانی                            | سروش                      | 12        | این آلبوم بر روی اشعاری از پرتو کرمانشاهی و مولانا و محمد علی بهمنی ساخته شده است. این آلبوم زیبا دارای قطعات شنیدنی و به یاد ماندنی زیادی می باشد. |
| مطرب مهتاب‌ رو      | 1386       | کیخسرو پورناظری                                    | تنبور: کیخسرو پورناظری، علی اکبر مرادی | شهرام ناظری                              | شرکت فرهنگی و هنری بیستون | 6         | تصنیف مهتاب‌رو از جمله درخشانترین تصنیف‌هایی است که نشان از درک کیخسرو پورناظری از اشعار مولانا دارد وی به این دلیل که شهرام ناظری به گفتهٔ داریوش صفوت صدایی خاص و اساطیری دارد خوانندگی این اثر را به او سپرد |
| پنهان چو دل        | 1386       | کیخسرو پورناظری ، تهمورس پورناظری                  | کیخسرو پورناظری،تهمورس پورناظری ، سهراب پورناظری،حمیدرضا تقوی، حسین رضایی نیا، شهاب پارنج، کاوه گرایلی، ندا خاکی، روبین واسی، ارسلان کامکار، بردیا کیارس، عماد نکوئی، کریم قربانی، علیرضا خورشیدفر، محمدرضا عقیلی،جمشید عندلیبی، مجید اخشابی                         | حمیدرضا نوربخش                           | سروش                      | 11        | این آلبوم زیبا که تصنیف “مگذار و مگذر” آن بسیار معروف و محبوب است و البته قطعات زیبای دیگری نیز در آن نواخته شده است. در این آلبوم گروه شمس نوازندگی کرده اند و البته در این آلبوم سازهای ملی استفاده شده است و مانند اکثر آلبوم های گروه شمس از ساز تنبور استفاده نشده است.                                                   |
| نیشتمان            | 1380       | کیخسرو پورناظری                                    | سهراب پورناظری، حمیدرضا تقوی، روبین واسی، حسین رضایی نیا، شهاب پارنج، ندا خاکی، کاوه گرایلی، تهمورس پورناظری،مارینا شابالا، کونستیانتین تیسکو، اولکسی کولیسکو، آبو وچا، آلینا شولوخ، الکساندر بوبوش کو، ناتالیا ریپیانسکایا، آناکوزینا، ایوان موخا، ی وگن اسمالتسوگا | نجمه تجدد، مریم ابراهیم پور، ندا خاکی    | انتشارات «مهر پویان نوا   | 8         | «نیشتمان» نام آلبوم موسیقی محلی کردستان است و اشعار این مجموعه همگی منتخبی از ترانه های فلکوریک و به زبان کردی است. |
| افسانه تنبور       | 1380       | کیخسرو پورناظری                                    | کیخسرو پورناظری، تهمورس پورناظری، سهراب پورناظری، افشین رامین، داوود عزیزی، کامران حسینی، بیژن کامکار | بیژن کامکار                              | انتشارات سروش             | 8         | این آلبوم موسیقی سنتی که اشعار آن از حضرت مولانا و حافظ انتخاب شده است، براساس موسیقی گروه نوازی تنبور آهنگسازی و توسط گروه تنبور به سرپرستی استاد پورناظری اجرا شده است. قطعات شامل چند قطعه باکلام و بی کلام می باشد |
| مستان سلامت میکنند | 1378       | کیخسرو پورناظری ، تهمورس پورناظری                  | کیخسرو پورناظری، تهمورس پورناظری، سهراب پورناظری، داوود عزیزی، کاوه ونداد،ندا خاکی، پوریا پورناظری،ارسلان کامکار،همایون شجریان، بیژن کامکار،اردشیر کامکار، ارژنگ کامکار، مجید اخشابی ،شاهو اندلیبی، شهاب فیاض                                                        | بیژن کامکار، نجمه تجدد، مریم ابراهیم پور | ایران گام                 | 7         | مستان سلامت میکنند یکی از آلبوم های تاثیر گذار در موسیقی تنبور است. نحوه استفاده تنبور که در آثار استاد کیخسرو پورناظری تفاوت داشت و گروه نوازی هایی که توسط ایشان به خوبی وارد موسیقی هایی شد که از تنبور در آن استفاده ویژه می شد. این آلبوم همچنین با خوانندگی ۳ نفر که باعث می شد چند صدایی ویژه ای را ایجاد کند شنیدی است |
| حیرانی             | 1375       | کیخسرو پورناظری                                    | کیخسرو پورناظری، تهمورس پورناظری، سهراب پورناظری، عبدالرضا رهنا، حسن ابدالی، قاسم طالبی، ایرج معروفی، کامران حسینی، سیاوش ناظری ،حافظ ناظری | شهرام ناظری                              | هم آواز آهنگ              | 6         | آلبوم «حیرانی» که بخشی از آن به زبان پارسی و بخشی دیگر به زبان کردی است، |
| صدای سخن عشق       | 1362       | کیخسرو پورناظری                                    | سید خلیل عالی نژاد، گل نظر عزیزی، علی اکبر مرادی، سیاوش نورپور، سید ،فرامرز رعنایی، عبدالرضا رهنما، کیخسرو پورناظری، فرشید عندلیبی | شهرام ناظری                              | آوای نوین                 | 6         | صدای سخن عشق نام آلبومی است از شهرام ناظری که بخشی از آن به زبان فارسی و تعدادی از اشعار آن به زبان کردی خوانده شده‌است. |

## کنسرت‌ها
1. کنسرت گروه شمس و همایون شجریان در تئاتر شهر پاریس، زمستان 1398[۲۵]
2. کنسرت گروه شمس و همایون شجریان در فستیوال Bozar در بلژیک، زمستان 1398[۲۶]
3. اجرای گروه شمس در فستیوال موسیقی (FES) در مراکش، تابستان 1397
4. اجرای گروه شمس و همایون شجریان در فستیوال موسیقی عرفانی قونیه، پاییز 1397

## آثار
- کنسرت گروه شمس (سال جهانی بزرگداشت مولانا) (باصدای نجمه تجدد، فرشاد جمالی، سهراب پورناظری و تهمورس پورناظری)، کاخ سعدآباد تابستان ۱۳۸۶